# Bernhard Kukatzki
Bernhard Kukatzki (* 10. Oktober 1960 in Speyer) ist ein deutscher Historiker, Publizist und Politiker der SPD. Seit Anfang der 1980er Jahre arbeitet er auf dem Gebiet der Regionalforschung. Kukatzki lebt und arbeitet in Schifferstadt.

## Biografie
Nach dem Abitur im Jahr 1980 am Friedrich-Magnus-Schwerd-Gymnasium in Speyer leistete Kukatzki bis 1982 Zivildienst in Mannheim. Von 1983 bis 1990 studierte er Politikwissenschaft, Geschichte und Jüdische Studien an der Universität Landau und an der Hochschule für Jüdische Studien in Heidelberg. Zwischen 1991 und 1998 betätigte er sich als Freier Journalist und Autor. Sein Studium beendete er im Jahr 2000 mit dem Abschluss als Magister artium. Im Anschluss war er bis 2002 wissenschaftlicher Mitarbeiter des Frank-Loeb-Instituts in Landau. Der Schwerpunkt seiner Arbeit liegt auf der Erforschung der jüdischen Kultur in Rheinland-Pfalz. Er ist ein Kenner der jüdischen Geschichte der Pfalz und machte sich mit zahlreichen regional- und lokalgeschichtlichen Veröffentlichungen über die Pfalz hinaus einen Namen.
Kukatzki ist seit 1997 Mitglied der SPD. Von 1986 bis 1989 sowie erneut von 1999 bis 2014 war er Ratsherr in Schifferstadt, von 1989 bis 1994 Beigeordneter. Seit 2014 ist er Kreistagsmitglied des Rhein-Pfalz-Kreises und Mitglied des Pfälzischen Bezirkstages. Vom 19. Dezember 2014, als er für die ausgeschiedene Abgeordnete Hannelore Klamm nachrückte, bis 2016 war er Mitglied des Rheinland-Pfälzischen Landtages.
Seit dem 1. Januar 2017 leitet Kukatzki die Landeszentrale für politische Bildung Rheinland-Pfalz mit Sitz in Mainz.

## Werke (Auswahl)

### Veröffentlichungen vor 2000
- mit Emil Georg Sold: Die Schifferstadter Juden. 1988
- mit Rainer J. Bender, Alfred Wendel und Heinz Friedel: Pfälzische Juden und ihre Kultuseinrichtungen. Universität Mannheim – Geographisches Institut, 1988
- mit Mario Jacoby: Der jüdische Friedhof in Mutterstadt. Eine Dokumentation. Schifferstadt 1993
- mit Mario Jacoby: Der alte jüdische Friedhof in Essingen. Schifferstadt/Pfalz 1993
- Der jüdische Friedhof in Kirrweiler. Begräbnisplatz für Kirrweiler, Maikammer und Diedesfeld. Gesellschaft für Christlich-Jüdische Zusammenarbeit Pfalz, Landau in der Pfalz 1995
- Die Synagoge in Wattenheim. Bethaus für die Juden der Dörfer Wattenheim, Hettenleidelheim; Hertlingshausen, Eisenberg Altleiningen, Carlsberg und Ramsen. Landau in der Pfalz 1995
- Der jüdische Friedhof in Weitersweiler. Hrsg. von der Gesellschaft für Christlich-Jüdische Zusammenarbeit Pfalz, Landau in der Pfalz 1995
- mit Matthias Spindler: Schifferstadt. Geschichte und Geschichten. Stadt Schifferstadt, 1998; ISBN 3-00-002473-5

### Veröffentlichungen seit 2000
- Steinerne Zeugen jüdischen Lebens in der Verbandsgemeinde Rockenhausen. Synagogen, Schulen, Friedhöfe und Ritualbäder in Dielkirchen, Marienthal, Rathskirchen, Rockenhausen, Teschenmoschel und Würzweiler. Landau in der Pfalz 2000
- mit Beate Steigner: Schifferstadt. Ein historischer Bilderbummel. Sutton Verlag, Erfurt 2000
- Juden in Ruchheim. Spuren ihrer Geschichte 1706–1940. Ludwigshafen 2001
- Pudding für den Sultan. 50 hausgemachte Pfälzer Geschichten mit zwei Rezepten. Pro Message, Ludwigshafen 2001. ISBN 3-934845-06-1
- mit Heike Wittmer: Bugsel in der Luft. Pirmasenser Bilderbogen. Sutton Verlag, Erfurt 2003
- mit Mario Jakoby und Erika Sulzer-Kleinemeier: Der jüdische Friedhof Grünstadt. Hrsg.: Stadt Grünstadt, Grünstadt 2004
- Juden in Pirmasens – Spuren ihrer Geschichte. Hrsg.: Stadt Pirmasens, Pirmasens 2004
- Juden in Böhl – Spuren ihrer Geschichte von 1729 bis 1940. In: Böhl 780–2005. Hrsg.: Gemeindeverwaltung Böhl-Iggelheim 2005, S. 293–331
- mit Beate E. Steigner: Weinpfalz – Rheinpfalz. Sutton Verlag, Erfurt 2005
- Jüdisches Leben in der Pfalz. Sutton Verlag, Erfurt 2006; ISBN 3-89702-756-9
- mit Klaus J. Becker: Ludwigshafen am Rhein 1945 bis 1975. Sutton, Erfurt 2007; ISBN 3-86680-199-8
- mit Dorothee Menrath, Beate Steigner und Katharina Hopstock: Speyer am Rhein. Ein historischer Bilderbummel. Sutton, Erfurt 2007
- Der jüdische Friedhof in Hinzweiler. Landau in der Pfalz 2008
- mit Klaus J. Becker: Leben in der Pfalz. Historischer Verein der Pfalz e. V. Sutton, Erfurt 2008; ISBN 978-3-86680-380-0

## Auszeichnungen
Kukatzki erhielt im Jahr 2002 den Kunst- und Kulturpreis der Dr. Feldbausch-Stiftung. Diese wurde im Jahr 1995 in Landau gegründet.